# Archie Miller
Ryan Joseph Miller, detto Archie (Beaver Falls, 30 ottobre 1978), è un allenatore di pallacanestro ed ex cestista statunitense.